# بريانا كيسيل
بريانا كيسيل (بالإنجليزية: Brianna Kiesel)‏ مواليد 8 يوليو 1993 في أوتيكا، هي لاعبة كرة سلة أمريكية. بدأت مسيرتها الاحترافية في سنة 2015. تم اختيارها من قبل فريق تلسا شوك خلال الدرافت. تلعب مع أتلانتا دريم في دوري الاتحاد الوطني لكرة السلة النسائية كلاعب هجوم خلفي. وتحمل الرقم 3. يبلغ طولها 5 قدم 7 بوصة (1.7 م). لعبت مع دالاس وينغز.

## روابط خارجية
- بريانا كيسيل على موقع الاتحاد الوطني لكرة السلة النسائية (الإنجليزية)
- بريانا كيسيل على موقع كرة السلة الأوروبية.كوم (الإنجليزية)
- بريانا كيسيل على موقع كلية كرة السلة في سبورتس رفرنس.كوم (الإنجليزية)
- بريانا كيسيل على موقع بروبوليرز (الإنجليزية)
- بريانا كيسيل على موقع سبورتس رفرنس (الإنجليزية)